# 진천 홍우경・정인옹주 묘소
진천 홍우경・정인옹주 묘소(鎭川 洪友敬・貞仁翁主 墓所)는 충청북도 진천군 광혜원면 실원리에 있는, 선조의 사위인 정간공 홍우경(1590∼1625)과 그의 부인 정인옹주의 묘소이다. 1988년 9월 30일 충청북도의 기념물 제78호로 지정되었다.

## 개요
선조의 사위인 정간공 홍우경(1590∼1625)과 그의 부인 정인옹주의 묘소이다.
선조 36년(1603)에 선조의 넷째 딸 정인옹주와 혼인하여 당원위(唐原尉)에 봉해지고, 봉헌대부에 올랐다. 그러나 광해군 10년(1618)에 폐모론이 일어나자 음식먹기를 중단하고 잠도 자지 않던 중 이이첨, 한찬남의 음모를 상소하였다가 오히려 역적으로 몰려 관작을 박탈당하고 유배되었다. 그후 1623년 인조반정으로 관작을 회복하였으며, 1625년 36세로 사망한 뒤 수록대부에 봉해졌다.
현재 묘역에는 아랫부분에 둘레석을 두른 봉분 2기가 나란히 배치되어 있는데, 앞에는 묘비와 동자석 한 쌍, 장명등(長明燈:무덤 앞에 세우는 돌로 만든 등)이, 좌우로는 망주석과 문인석이 한 쌍씩 세워져 있다.

## 같이 보기
- 홍우경
- 정인옹주

## 참고 문헌
- 진천 홍우경・정인옹주 묘소 - 국가유산청 국가유산포털